# سندویچ (ماساچوست)
سندویچ، ماساچوست
سندویچ(به انگلیسی: Sandwich) شهرکی در شهرستان بارنستبل ایالت ماساچوست می‌باشد که در سال ۱۶۳۹ بنیان‌گذاری شده‌است. این شهرک در سرشماری سال ۲۰۱۰ میلادی، ۲۰٬۶۷۵ نفر جمعیت داشته‌است.